# Reggie Gibbs

a Compétitions nationales et continentales officielles uniquement.

b Matchs officiels uniquement.
Dernière mise à jour le 1/8/2012.
Reginald Arthur Gibbs dit Reggie Gibbs, né le 7 mai 1882 à Cardiff et mort le 28 novembre 1938 dans la même ville, est un joueur gallois de rugby à XV évoluant au poste d'ailier pour le pays de Galles.

## Biographie
Reggie Gibbs dispute son premier test match le 3 février 1906 contre l'Écosse et son dernier contre l'Irlande le 11 mars 1911. Il joue seize matches en équipe nationale, inscrit 18 essais et réussit trois transformations. Il joue en club pour le Cardiff RFC de 1906 à 1911. Il inscrit quatre essais contre la France en un seul match et sept au total sur trois rencontres, ce qui est le record des joueurs gallois. En 1908, il dispute deux rencontres avec les Lions britanniques contre la Nouvelle-Zélande au cours desquels il marque un essai.

## Palmarès
- Victoire et Triple Couronne dans le Tournoi britannique 1908,
- Grand Chelem en 1911.

## Statistiques en équipe nationale
- 16 sélections pour le pays de Galles.
- 18 essais, 3 transformations
- Sélections par année : 2 en 1906, 2 en 1907, 4 en 1908, 4 en 1910, 4 en 1911.
- Participation à trois tournois britanniques en 1906, 1907, 1908.
- Participation aux Tournois des Cinq Nations 1910 et 1911.